# Aéroport Otto-Lilienthal de Berlin-Tegel
L'aéroport Otto-Lilienthal de Berlin-Tegel (en allemand : Flughafen Berlin-Tegel „Otto Lilienthal“) (code IATA : TXL • code OACI : EDDT), ouvert en 1948, se situe au nord-ouest du centre de Berlin dans l'arrondissement de Reinickendorf. Il est fermé au trafic le 8 novembre 2020, une semaine après la mise en service de l'aéroport Willy-Brandt de Berlin-Brandebourg, qui est depuis la seule plateforme aéroportuaire desservant la capitale allemande.

## Historique
Pendant le blocus de Berlin, les forces françaises en Allemagne y construisent en seulement trois mois de travaux, la plus grande piste d'Europe (2 400 m). Ainsi, le premier avion du pont aérien peut atterrir le 5 novembre 1948, un mois avant son ouverture officielle.
Dans les années 1970, Tegel se dote d'une infrastructure moderne et ainsi remplace progressivement l'aéroport de Tempelhof en tant qu'aéroport principal de Berlin-Ouest.
Pendant la Guerre froide, et à cause du statut spécial de Berlin-Ouest, seules les compagnies aériennes alliées peuvent atterrir à Tegel. Il faut attendre le 3 octobre 1990, date de la réunification allemande, pour que la Lufthansa puisse également bénéficier de ses installations aéroportuaires.
Le terminal de Tegel Nord est utilisé par le gouvernement allemand (Regierungsflughafen) ainsi que par la Bundeswehr.

### Base aérienne 165 de l'Armée de l'air

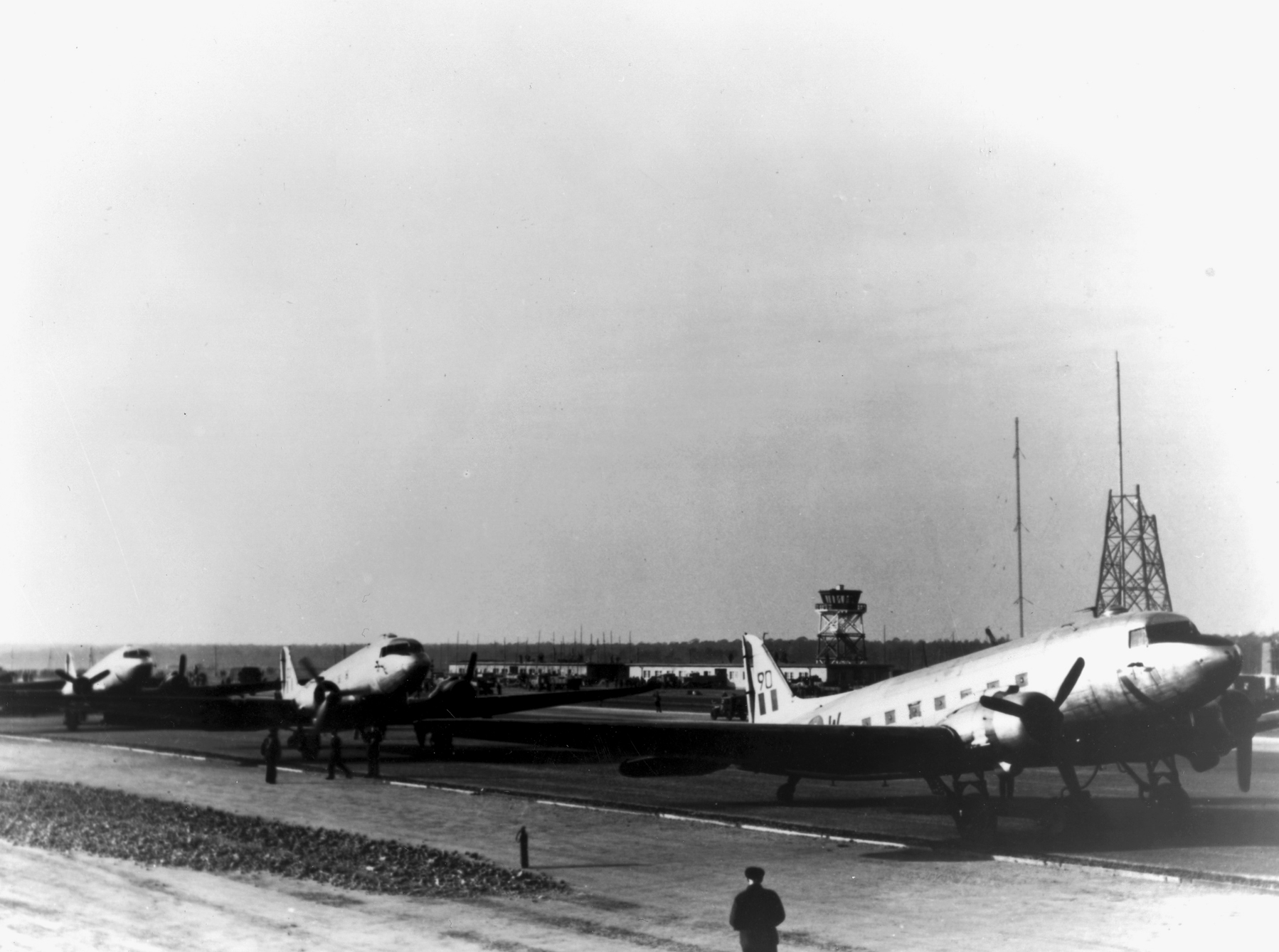
Des Douglas C-47 Dakota de la Royal Air Force au début des opérations aériennes à l'aéroport de Berlin-Tegel qui ont commencé le 5 novembre 1948.

Dès 1945, le gouvernement militaire français de Berlin y prévoit la construction d'un terrain d’aviation pour le secteur français qui n'en dispose pas. Après un accord avec les Américains, la construction commence fin juillet 1948 sur l’ancien champ de tir de Tegel, au nord-ouest du quartier général des forces françaises à Berlin. À l’aide de 32 rouleaux-compresseurs, 34 bulldozers et 6 niveleuses, il faut déplacer 800 000 mètres cubes de terre, 420 000 mètres cubes de pierres et gravats, et transporter 15 000 tonnes de bitume et la même quantité de ciment ainsi que 4 000 mètres cubes de béton.
Le détachement du génie français assure le déminage du terrain et la direction des travaux de construction d’une voie ferrée. La section travail du gouvernement militaire français se charge d’établir les plans et de diriger tous les chantiers de construction des bâtiments, routes et canalisations du camp.
Vers le 15 septembre, plus de 19 000 personnes, dont 11 000 femmes, travaillent sur le chantier aidés par 400 camions, en utilisant les matériaux récupérés dans les ruines de la ville bombardée. L’asphalte est acheminé par voie aérienne par les Américains.
Le détachement de l'Armée de l'air (DA 04.165) est créé le 5 novembre 1948, le jour même de l'atterrissage du premier appareil, un Douglas C-54 Skymaster américain, avec à son bord le général John K. Cannon, commandant en chef des United States Air Forces in Europe et le général William H. Tunner (en), chef d’état-major anglo-américain du pont aérien. Pour y accéder, les avions occidentaux ont l'obligation de suivre les couloirs aériens de Berlin-Ouest.
Enfin le 15 novembre, le circuit complet avec la piste et ses accès est inauguré.
Le 1er décembre 1948, l’aérodrome permet un trafic intensif. Apprenant la construction de Tegel, les Soviétiques exigent le retrait des troupes françaises installées dans le village de Stolpe, qu'ils leur avaient prêté en 1945. Elles quittent le site dès le 18 décembre.
À partir de 1960 et jusqu'à l'ouverture de l'aéroport civil de Tegel en 1974, l'aéroport militaire est ouvert à l'aviation civile. Il reçoit en 1988 le nom de Tegel « Otto Lilienthal ».
Notons l'incident du 14 septembre 1961 où deux F-84F Thunderstreak de la Luftwaffe ouest-allemande firent incursion dans l'espace aérien est-allemand à la suite d'une grosse erreur de navigation, avant de finalement se poser en sécurité sur la base. Les deux avions sont enterrés secrètement par les militaires français et redécouverts accidentellement dans les années 1970.
Le 1er septembre 1975, l’ensemble du trafic aérien civil ouest-berlinois est placé à Tegel, sous le contrôle des civils et des militaires français. Il compte cent quatre-vingt mouvements d’avions par jour et quatre millions et demi de passagers en 1988.
En 1989, l’effectif militaire français sur la base est de 270 personnes.

## Situation
| Berlin · Brandebourg EuroAirport Basel-Mulhouse-Freiburg Freiburg · City Brême Cassel Cologne · Bonn Dortmund Dresde Düsseldorf Erfurt Francfort-Hahn Francfort · sur-le-Main Friedrichshafen Hambourg Hanovre Heringsdorf Karlsruhe · Baden-Baden Leipzig Lübeck Memmingen Munich Münster · Osnabrück Nuremberg Paderborn · Lippstadt Rostock Sarrebruck Stuttgart Sylt Weeze Mannheim |

## Fréquentation
Le graphique qui aurait dû être présenté ici ne peut pas être affiché car il utilise l'ancienne extension Graph, désactivée pour des questions de sécurité. Des indications pour créer un nouveau graphique avec la nouvelle extension Chart sont disponibles ici.

Voir la requête brute et les sources sur Wikidata.

## Compagnies aériennes et destinations

### Passagers
L'aéroport de Berlin-Tegel proposait les destinations suivantes avant sa fermeture le 8 novembre 2020 :
| Compagnies                                                           | Destinations |
| -------------------------------------------------------------------- | --- |
| Aegean Airlines                                                      | Athènes E.-Venizélos En saison : Héraklion-N. Kazantzákis |
| Air Algérie                                                          | Alger-Houari-Boumédiène |
| airBaltic                                                            | Riga, Tallinn, Vilnius |
| Air Canada Rouge                                                     | En saison : Toronto (Pearson) |
| Air France                                                           | Paris-Charles de Gaulle |
| Air Malta                                                            | Malte |
| Air Serbia                                                           | Belgrade-Nikola-Tesla |
| Alitalia                                                             | Rome Léonard-de-Vinci/Fiumicino |
| Austrian Airlines                                                    | Vienne-Schwechat |
| Azerbaijan Airlines                                                  | Bakou-H. Aliyev |
| BRA Braathens Regional Airlines opéré par Braathens Regional Airways | En saison : Växjö Småland |
| British Airways                                                      | Londres-Heathrow |
| British Airways opéré par BA CityFlyer                               | Londres-City, Londres-Stansted |
| Brussels Airlines                                                    | Bruxelles-National |
| Bulgaria Air                                                         | Sofia-Vrajdebna |
| Corendon Airlines                                                    | En saison : Antalya,[citation nécessaire] Héraklion-N. Kazantzákis, Hurghada |
| Croatia Airlines                                                     | En saison : Split |
| Delta Air Lines                                                      | En saison : New York-John F. Kennedy |
| easyJet                                                              | - Budapest-Ferenc Liszt, - Bâle-Mulhouse, - Catane-Fontanarossa, - Cologne/Bonn-K. Adenauer, - Copenhague-Kastrup, - Düsseldorf, - Francfort, - Fuerteventura, - Helsinki-Vantaa, - Madrid-Barajas, - Milan-Malpensa, - Munich-F. J. Strauß, - Nice-Côte d'Azur, - Palma de Majorque, - Paphos, - Paris-Charles de Gaulle, - Rome Léonard-de-Vinci/Fiumicino, - Stockholm-Arlanda, - Stuttgart, - Tel Aviv - Ben Gourion, - Vienne-Schwechat, - Zurich |
| Ellinair                                                             | En saison : Héraklion-N. Kazantzákis |
| Eurowings                                                            | Düsseldorf |
| Eurowings opéré par Germanwings                                      | - Cologne/Bonn-K. Adenauer, - Düsseldorf, - Londres-Heathrow, - Nuremberg-A. Dürer, - Stuttgart, - Zagreb-Pleso En saison : - Antalya, - Barcelone-El Prat, - Cagliari, - Dubrovnik, - Faro, - Héraklion-N. Kazantzákis, - Lamezia Terme, - Mykonos, - Nice-Côte d'Azur, - Palma de Majorque, - Pula, - Reykjavik-Keflavík, - Rijeka, - Split, - Zadar                                                                                                 |
| Eurowings opéré par Luftfahrtgesellschaft Walter                     | Karlsruhe/Baden-Baden, Salzbourg-W. A. Mozart En saison : Jersey, Newquay Cornouailles |
| Finnair                                                              | Helsinki-Vantaa |
| Finnair opéré par Nordic Regional Airlines                           | Helsinki-Vantaa |
| Hainan Airlines                                                      | Pékin-Capitale |
| Iberia Express                                                       | Madrid-Barajas |
| Icelandair                                                           | Reykjavik-Keflavík |
| Iraqi Airways opéré par AirExplore                                   | Bagdad, Erbil |
| KLM                                                                  | Amsterdam |
| KLM opéré par KLM Cityhopper                                         | Amsterdam |
| LOT Polish Airlines                                                  | Varsovie-Chopin |
| Lufthansa                                                            | Francfort, Munich-F. J. Strauß, |
| Luxair                                                               | Luxembourg-Findel |
| Luxair opéré par Adria Airways                                       | Sarrebruck-Ensheim |
| MIAT Mongolian Airlines                                              | Moscou Chérémétiévo, Oulan Bator-Buyant Ukhaa |
| Nordica opéré par LOT Polish Airlines                                | En saison : Tallinn |
| Onur Air                                                             | Antalya , Istanbul |
| Pobeda                                                               | Moscou-Vnoukovo |
| Qatar Airways                                                        | Doha-Hamad |
| Rhein-Neckar Air opéré par MHS Aviation                              | Mannheim |
| Royal Air Maroc                                                      | Casablanca-Mohammed-V |
| Royal Jordanian                                                      | Amman-Reine-Alia |
| RusLine                                                              | Kaliningrad-Khrabrovo |
| S7 Airlines                                                          | Moscou-Domodédovo, Saint-Pétersbourg-Poulkovo |
| Ryanair                                                              | Palma de Majorque |
| Scandinavian Airlines                                                | Copenhague-Kastrup, Oslo-Gardermoen, Stockholm-Arlanda |
| Sky Work Airlines                                                    | Berne-Belp, Graz-Thalerhof |
| SunExpress                                                           | Antalya, Izmir-A. Menderes |
| SunExpress Deutschland                                               | Dalaman, Gaziantep-Oğuzeli |
| Swiss International Air Lines                                        | Zurich |
| Swiss International Air Lines opéré par Swiss Global Air Lines       | Zurich |
| TAP Air Portugal                                                     | Lisbonne-H. Delgado |
| TUIfly                                                               | Fuerteventura, Las Palmas/Gran Canaria, Lanzarote-Arrecife, Marsa Alam, Ténériffe-Sud Reine Sofia |
| Turkish Airlines                                                     | Ankara Esenboğa, Istanbul, Istanbul-S. Gökçen En saison : Adana-Sakirpasa, Gaziantep-Oğuzeli, Izmir-A. Menderes, Samsun-Çarşamba, Trabzon/Trébizonde |
| Ukraine International Airlines                                       | Kiev-Boryspil |
| United Airlines                                                      | Newark-Liberty |
| UTair                                                                | Moscou-Vnoukovo |
| Vueling                                                              | Barcelone-El Prat En saison : Bilbao |

(fin le 8 Novembre 2020)

### Cargo
| Compagnies                          | Destinations |
| ----------------------------------- | ------------ |
| Deutsche Post opéré par Germanwings | Stuttgart    |

Note : au 18 mars 2018

## Accès à l'aéroport
Les passagers pouvaient se rendre à Berlin-Tegel en taxi ou encore en transports en commun, avec plusieurs lignes d'autobus de la BVG qui les reliaient aux métro et au S-Bahn : 109, 128, JetExpress TXL et X9.
La ligne 7 du métro était la plus proche de l'aéroport. Le prolongement de la ligne 5 était prévu, mais n'a jamais été réalisé.

## Galerie

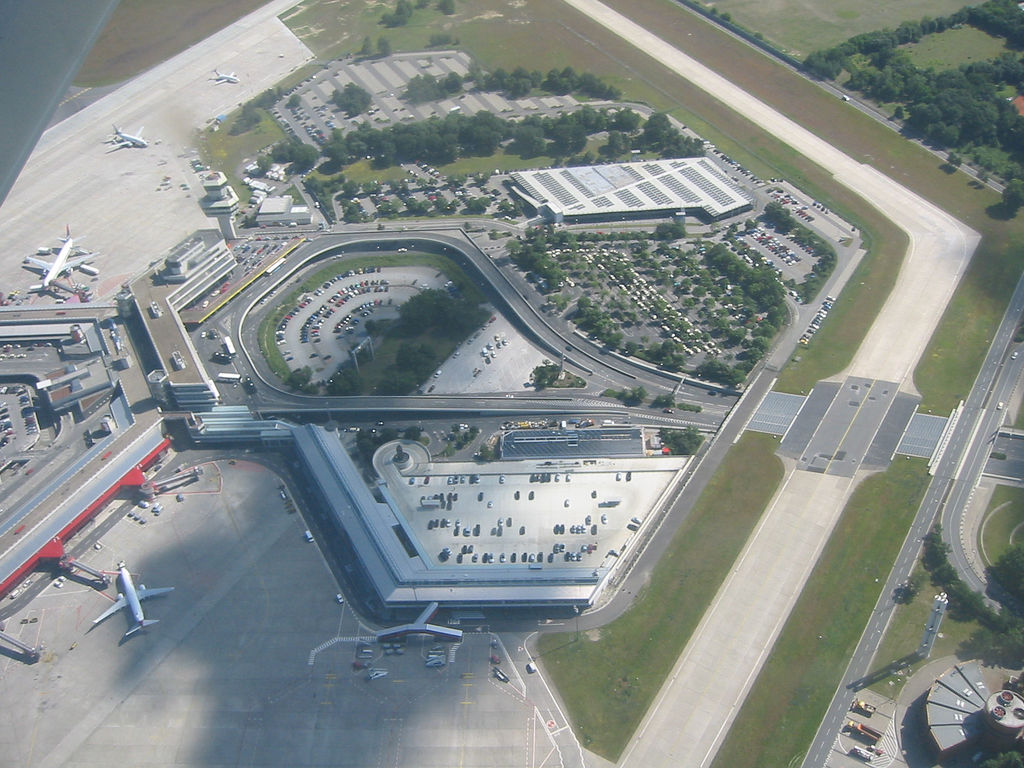
Vue générale sur TXL.
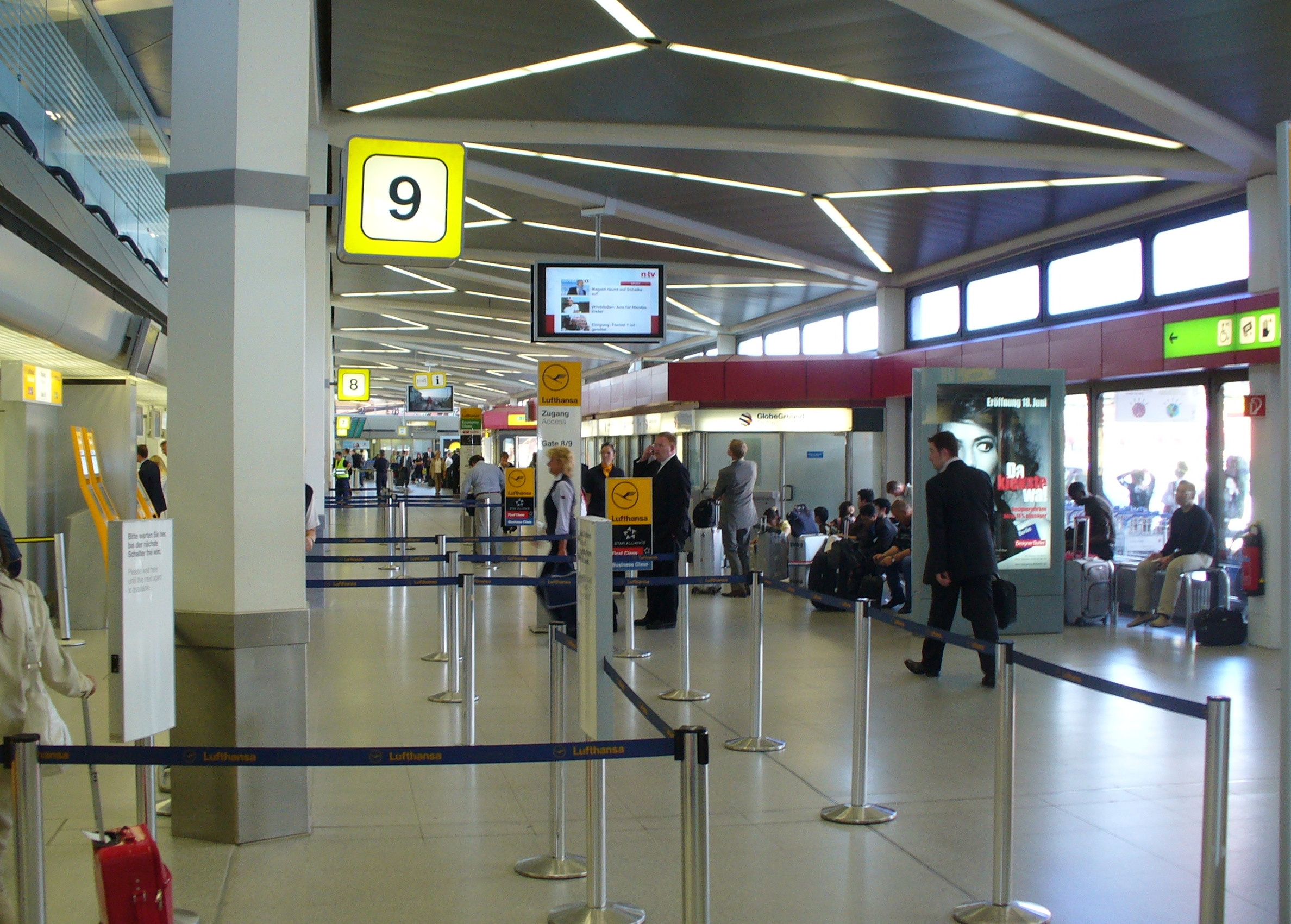
Vue intérieure du Terminal A.

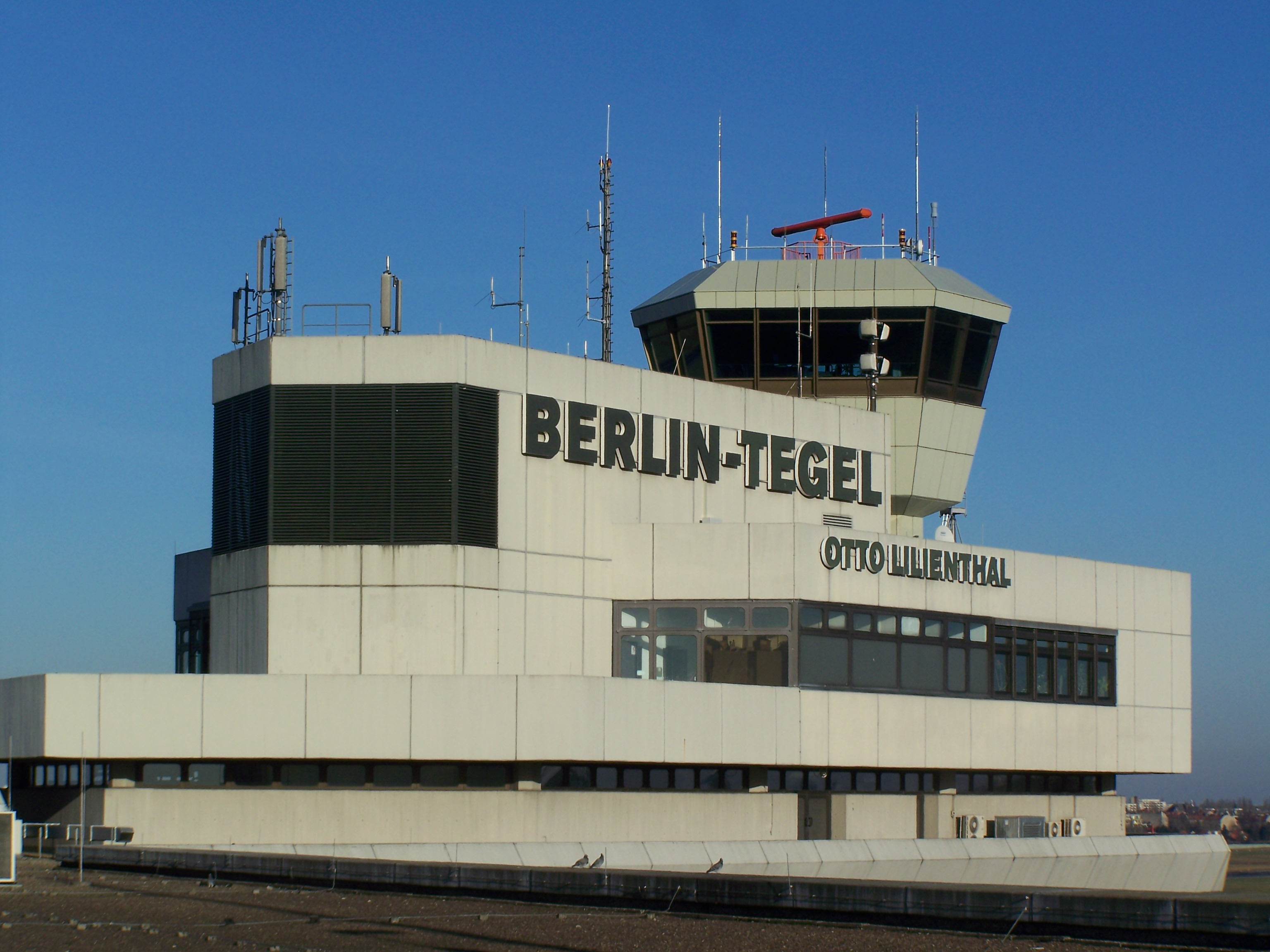
Tour de contrôle à TXL.
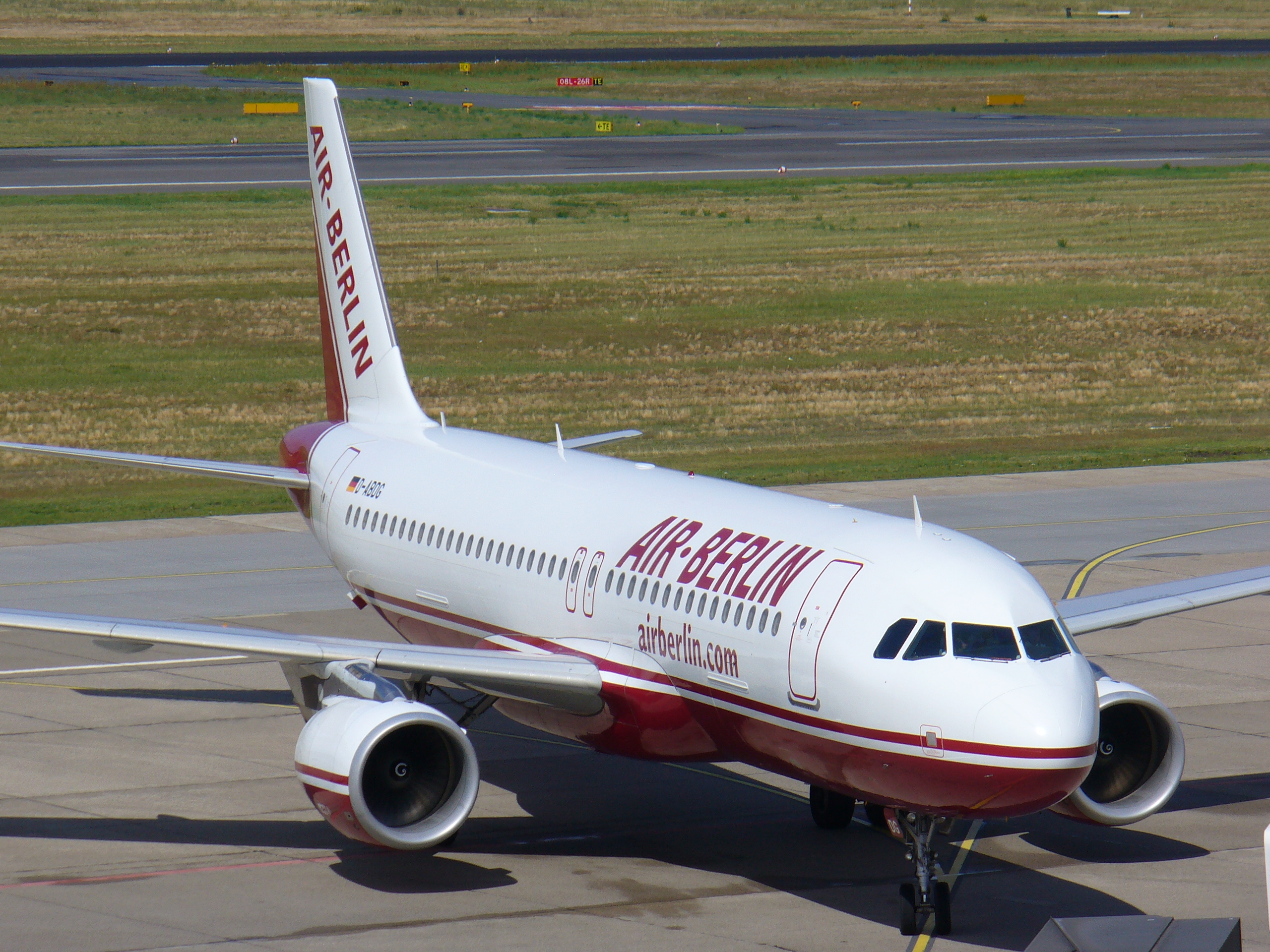
Airbus A320 d'Air Berlin à TXL.